# 拉塞·安德松
拉塞·安德松（丹麥語：Lasse Andersson，1994年3月11日—），生于哥本哈根，丹麦男子手球运动员。他曾代表丹麦国家队参加2020年夏季奥林匹克运动会手球比赛，获得一枚银牌。